# Jelle Wallays
Jelle Wallays (* 11. Mai 1989 in Roeselare) ist ein ehemaliger belgischer Straßenradrennfahrer.

## Karriere
Jelle Wallays gewann 2007 in der Juniorenklasse jeweils eine Etappe bei Závod Míru und beim Sint-Martinusprijs Kontich. In der Saison 2009 fuhr er für die belgische Vereinsmannschaft Beveren 2000-Quick Step. Hier wurde er unter anderem Fünfter bei der U23-Austragung von Paris–Roubaix und gewann das Eintagesrennen Zillebeke-Westouter-Zillebeke. 2010 war er bei Gent-Staden, beim Grand Prix Claude Criquielion, bei einer Etappe der Tour de Namur und bei Paris–Tours U23 erfolgreich. Ende der Saison fuhr er für das belgische Professional Continental Team Topsport Vlaanderen-Mercator als Stagiaire ab dem Jahr 2011 einen Profivertrag erhielt.
Sein bis dahin größter Erfolg gelang ihm 2013 nach einer 30 Kilometer langen Alleinfahrt auf der ersten Etappe des World Ports Classic. 2014 konnte er im Zweiersprint gegen Thomas Voeckler den Klassiker Paris-Tours gewinnen. Die beiden Fahrer waren mit neun anderen Fahrern bereits kurz nach dem Start ausgerissen.
2015 gewann er den belgischen Halbklassiker Dwars door Vlaanderen, nachdem er sich einen Kilometer vor dem Ziel von seiner vierköpfigen Gruppe lösen konnte, sein Teamkollege Edward Theuns wurde Zweiter.
2016 wechselte Wallays daraufhin zum belgischen UCI WorldTeam Lotto Soudal. Nach zwei vergleichsweise erfolglosen Saisons konnte Jelle Wallays sich bei der Vuelta a España 2018 auf der 18. Etappe seinen ersten WorldTour-Sieg sichern, nachdem er fast die ganze Etappe lang in einer Ausreißergruppe fuhr, das Peloton auch noch auf den letzten hundert Metern knapp von sich fernhalten konnte und schließlich seinen Fluchtgefährten Sven Erik Bystrøm im Sprint besiegen konnte.
Bei Paris-Tours wiederholte Wallays im Jahr 2019 nach langer Alleinfahrt seinen Sieg von 2014. Mit der Saison 2021 wechselte er zur französischen Cofidis Mannschaft. Nachdem sein Vertrag nicht verlängert worden war und er kein neues Team gefunden hatte, beendete er nach der Saison 2023 im Alter von 34 Jahren seine Karriere als Radrennfahrer.

## Erfolge
2010
- Paris–Tours U23

2013
- eine Etappe World Ports Classic

2014
- Omloop van het Houtland
- Paris–Tours

2015
- Dwars door Vlaanderen
- Grand Prix Criquielion

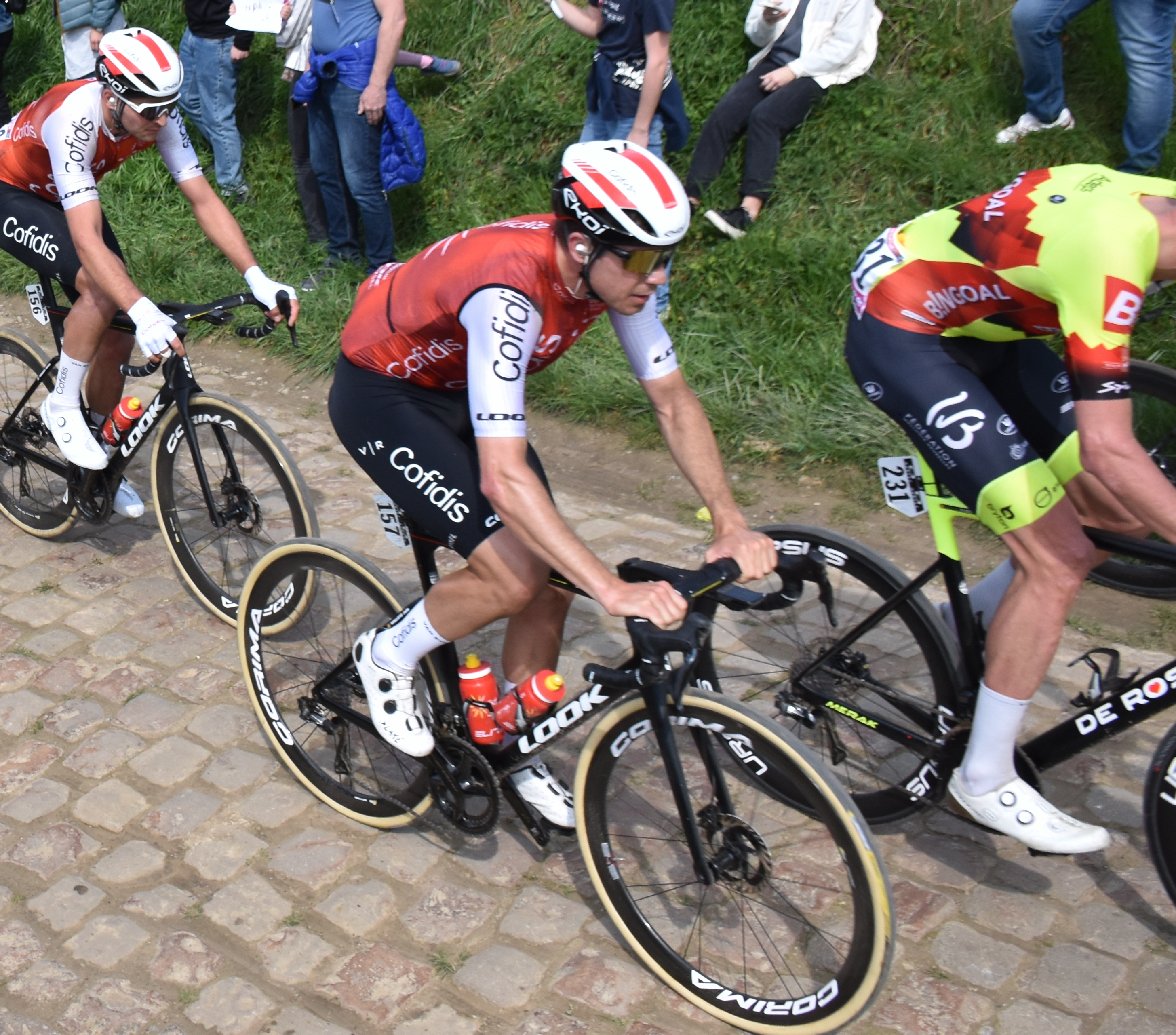
Jelle Walley (Paris–Roubaix 2023)

- Duo Normand mit Victor Campenaerts

2016
- GP Pino Cerami

2018
- eine Etappe Vuelta a San Juan Internacional
- eine Etappe Vuelta a España

2019
- Paris–Tours

## Grand-Tour-Platzierungen
| Grand Tour            | 2016 | 2017 | 2018 | 2019 | 2020 | 2021 |
| --------------------- | ---- | ---- | ---- | ---- | ---- | ---- |
| Giro d’ItaliaGiro     | –    | –    | –    | –    | –    | –    |
| Tour de FranceTour    | –    | –    | –    | –    | –    | 131  |
| Vuelta a EspañaVuelta | 92   | 151  | 143  | 144  | –    | –    |